# Etto (Einheit)
Der Etto war ein ostindisches Längenmaß auf Sumatra und trug die europäische Bezeichnung Achemer Elle. Diese Elle hatte die Länge des Unterarmes plus Hand.
- 1 Etto = 210 ¾ Pariser Linien = 481 Millimeter[2] = 207 Pariser Linien[3]
- 100 Achemer Ellen = 67 Brabanter Ellen[1]
- 2 Jankal = 1 Etto; 2 Etto = 1 Hailoh; 4 Hailoh = 1 Tung; 1 Tung = 4 Yards, oder 12 Fuß[4]
- 1 Deppo/Depoh = 2 Hailohs = 4 Etto/Esto = 762 Pariser Linien[5] = 2 Yards[6]

* Bemerkung: Die Abweichung in der Rechnung vom Deppo auf den Etto ist derzeit (Stand 2012) nicht erklärbar: 762 Pariser Linien/4 Etto ist 190,5 P. L., soll jedoch mindest. 207 P. L., also 37,2 mm betragen.